# Ambleny
Ambleny ist eine französische Gemeinde mit 1.203 Einwohnern (Stand: 1. Januar 2022) im Département Aisne in der Region Hauts-de-France; sie gehört zum Arrondissement Soissons und zum Kanton Vic-sur-Aisne. Die Einwohner werden Amblenois genannt.

## Geografie
Die Gemeinde Ambleny liegt elf Kilometer westsüdwestlich von Soissons und etwa 23 Kilometer östlich von Compiègne nahe der Aisne, an ihrem späteren Zufluss Retz. Umgeben ist Ambleny von den Nachbargemeinden Fontenoy im Norden, Pernant im Osten, Cutry, Laversine und Saint-Bandry im Süden, Montigny-Lengrain im Westen sowie Ressons-le-Long im Westen und Nordwesten.

## Bevölkerungsentwicklung
| Jahr                       | 1962 | 1968 | 1975 | 1982 | 1990 | 1999 | 2006 | 2013 | 2021 |
| Einwohner                  | 861  | 889  | 844  | 960  | 1119 | 1112 | 1147 | 1132 | 1181 |
| Quellen: Cassini und INSEE |      |      |      |      |      |      |      |      |      |

## Sehenswürdigkeiten
- Kirche Saint-Martin aus dem 12. Jahrhundert, umgebaut im 16. Jahrhundert, Monument historique seit 1907
- Donjon von 1140, Monument historique seit 1929
- Nationalfriedhof in Le Bois-Roger
- Waschhaus

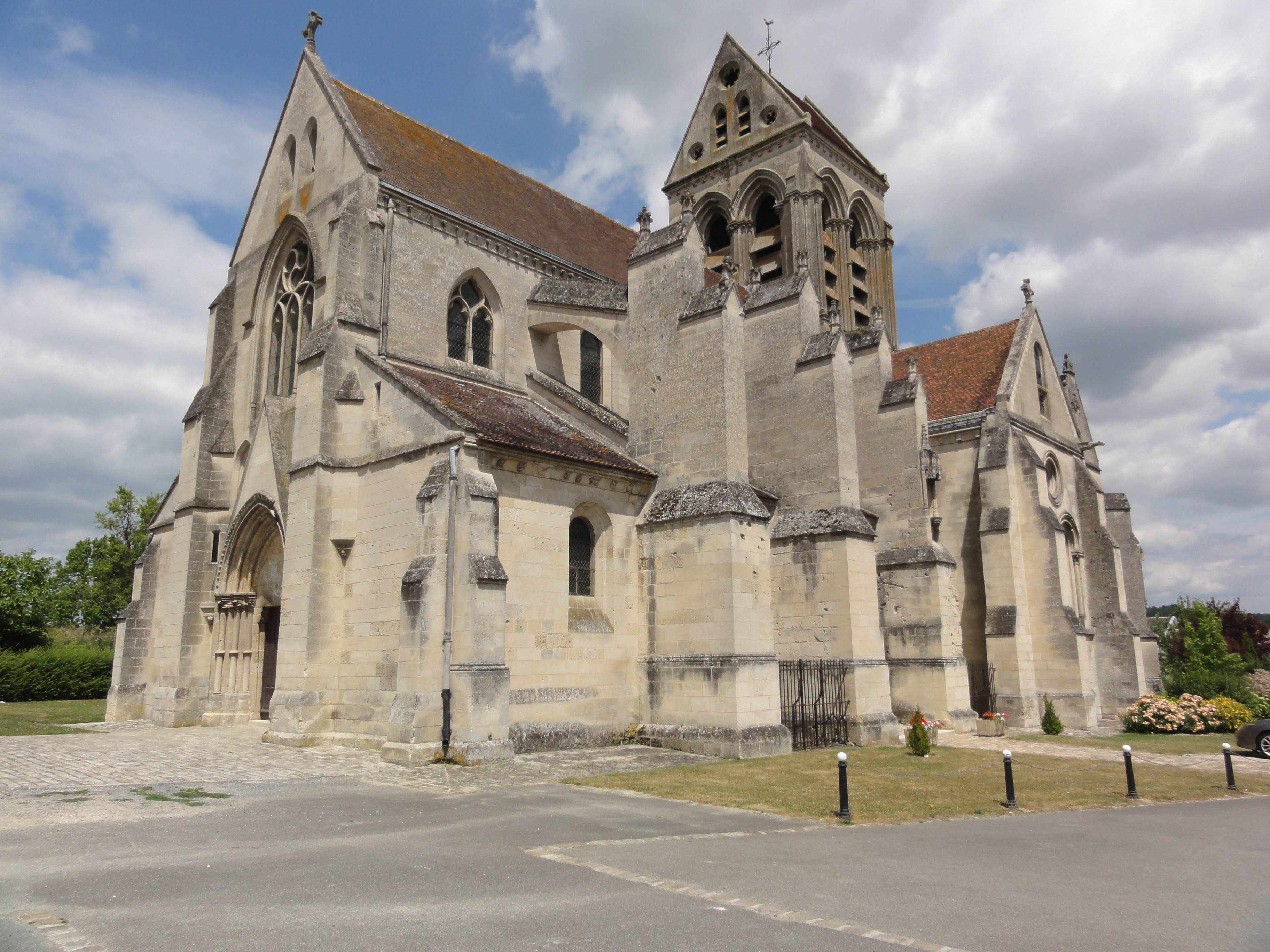
Kirche Saint-Martin
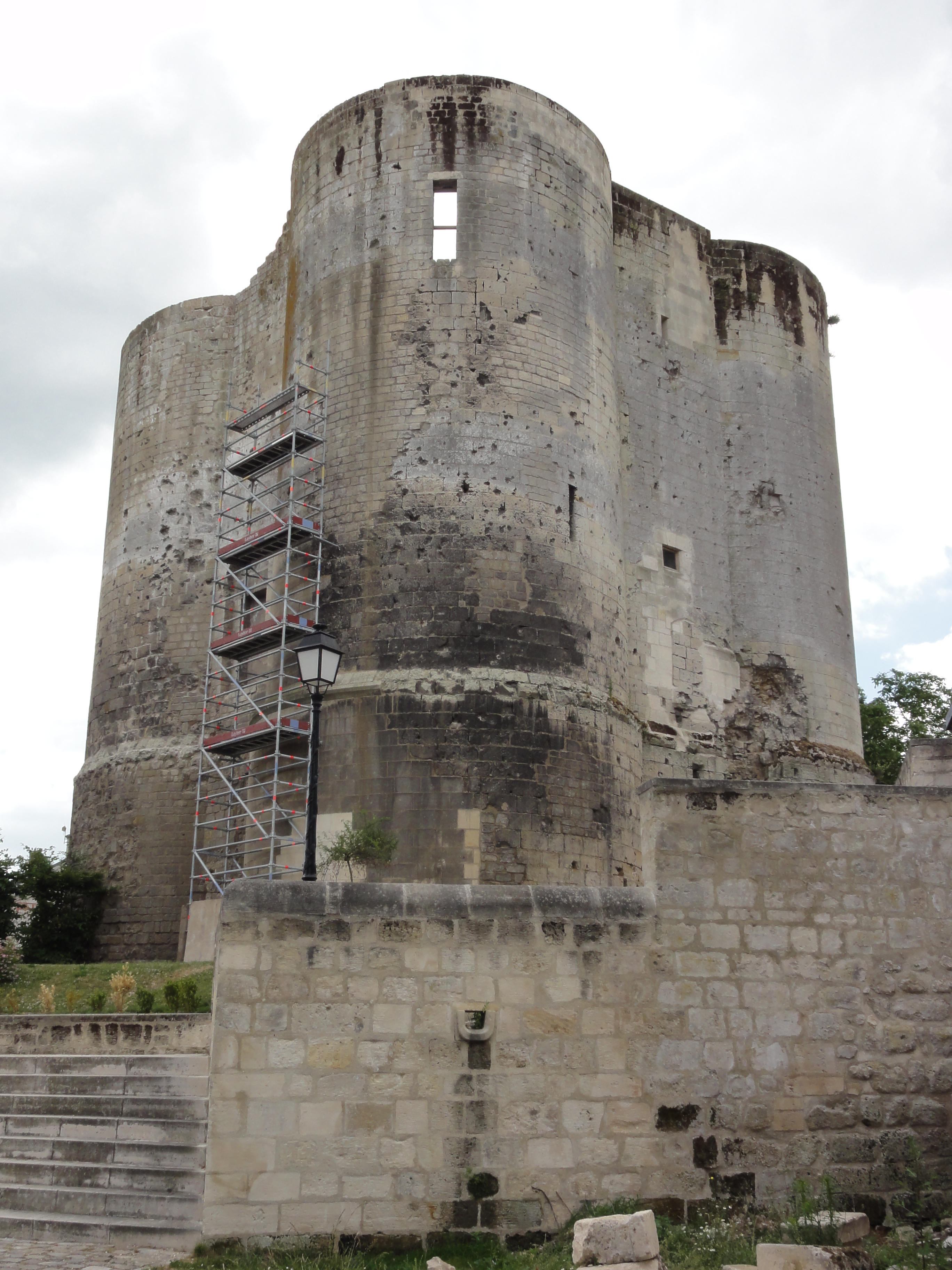
Donjon
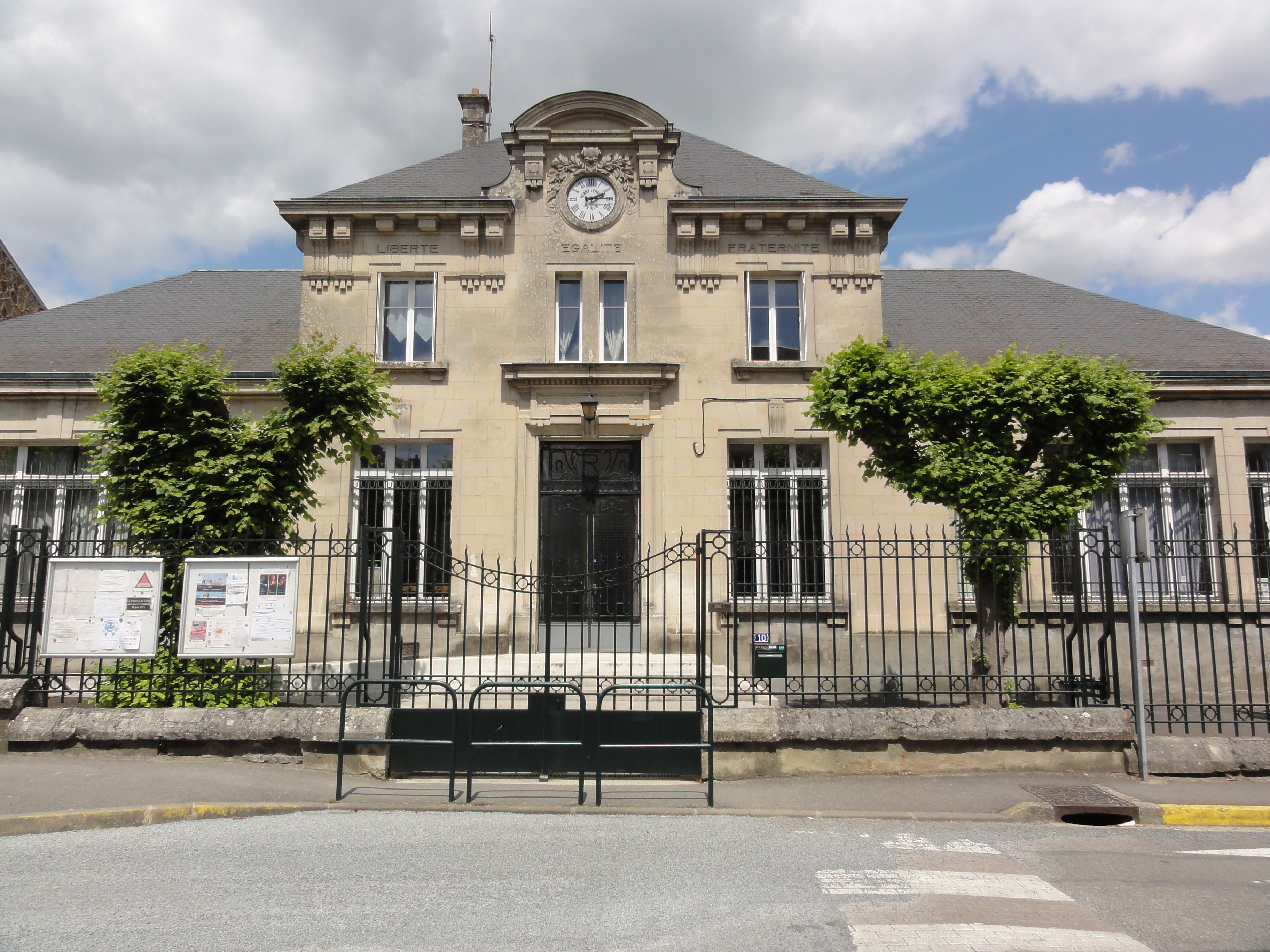
Schule
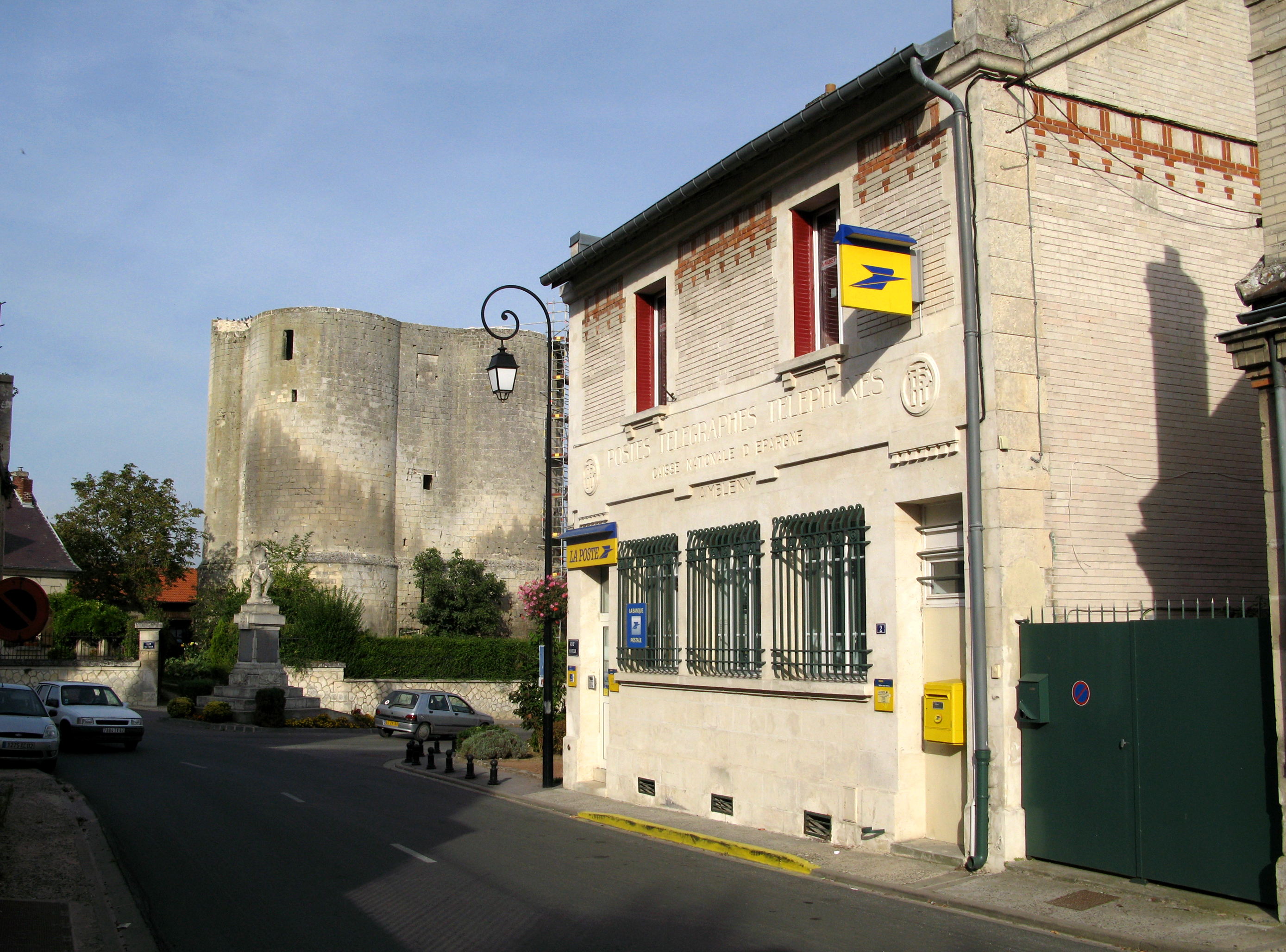
Postamt
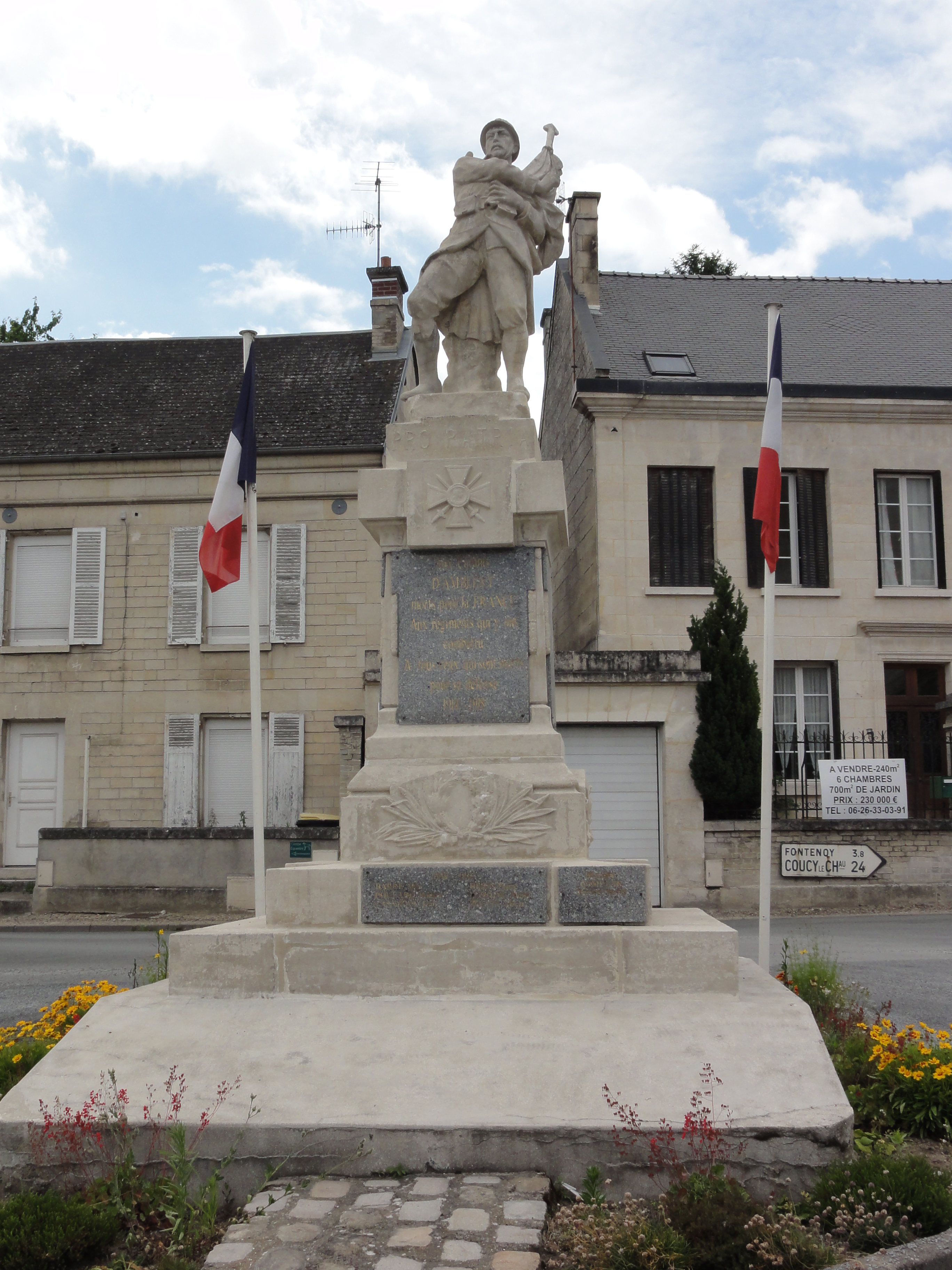
Gefallenendenkmal

## Persönlichkeiten
- Pierre Antoine Poiteau (1766–1854), Botaniker